# Vlkanov (okres Domažlice)
Vlkanov (německy Wilkenau) je obec v okrese Domažlice v Plzeňském kraji. Leží deset kilometrů severozápadně od Domažlic a dva kilometry jižně od Poběžovic. Žije v ní 120 obyvatel.

## Historie
První písemná zmínka o obci pochází z roku 1361.

## Obyvatelstvo
| Rok            | 1869 | 1880 | 1890 | 1900 | 1910 | 1921 | 1930 | 1950 | 1961 | 1970 | 1980 | 1991 | 2001 | 2011 | 2021 |
| -------------- | ---- | ---- | ---- | ---- | ---- | ---- | ---- | ---- | ---- | ---- | ---- | ---- | ---- | ---- | ---- |
| Počet obyvatel | 310  | 300  | 321  | 357  | 357  | 364  | 377  | 205  | 207  | 147  | 136  | 110  | 121  | 123  | 121  |
| Počet domů     | 53   | 53   | 55   | 57   | 57   | 58   | 69   | 63   | 39   | 35   | 32   | 35   | 41   | 41   | 44   |

## Obecní správa
Mezi lety 1850–1960 byl Vlkanov obcí v okrese Horšovský Týn (v letech 1850–1910 Horšův Týn) (1850–1950) a později v okrese Domažlice. V letech 1960–1985 patřil jako část obce k Novému Kramolínu. Od 1. července 1985 do 23. listopadu 1990 patřil jako část města ke Poběžovicím a od 24. listopadu 1990 je opět samostatnou obcí.

## Galerie

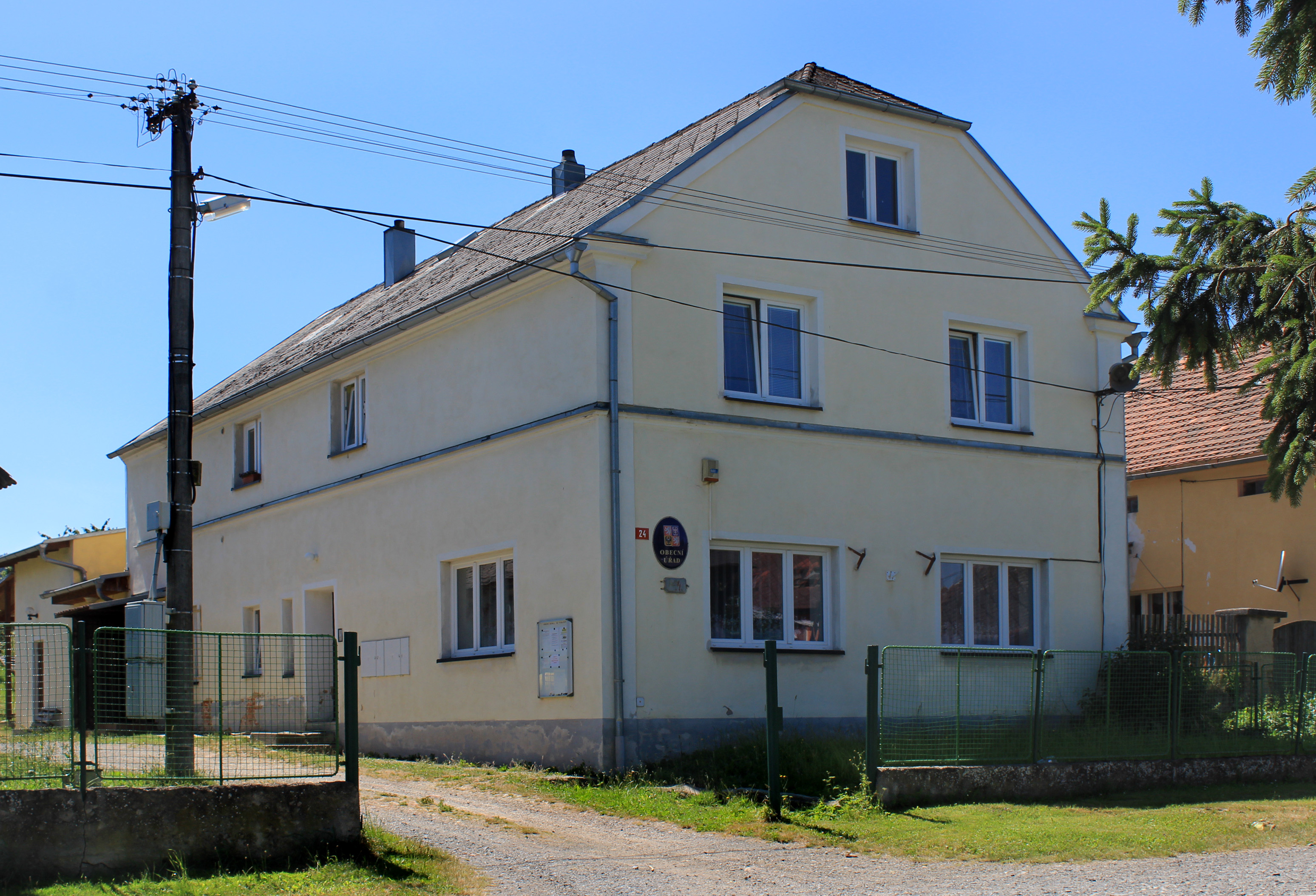
Obecní úřad
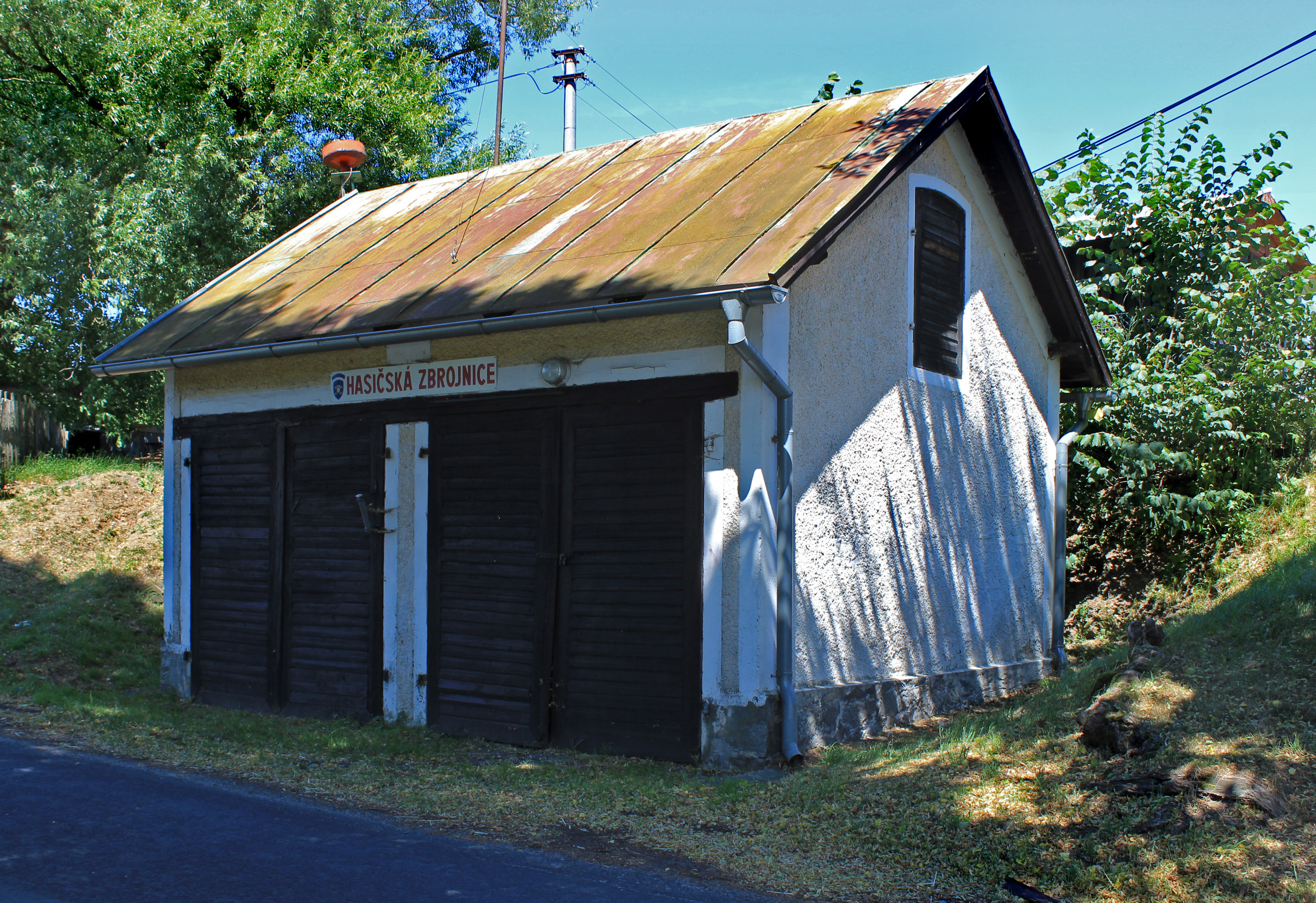
Bývalá hasičská zbrojnice
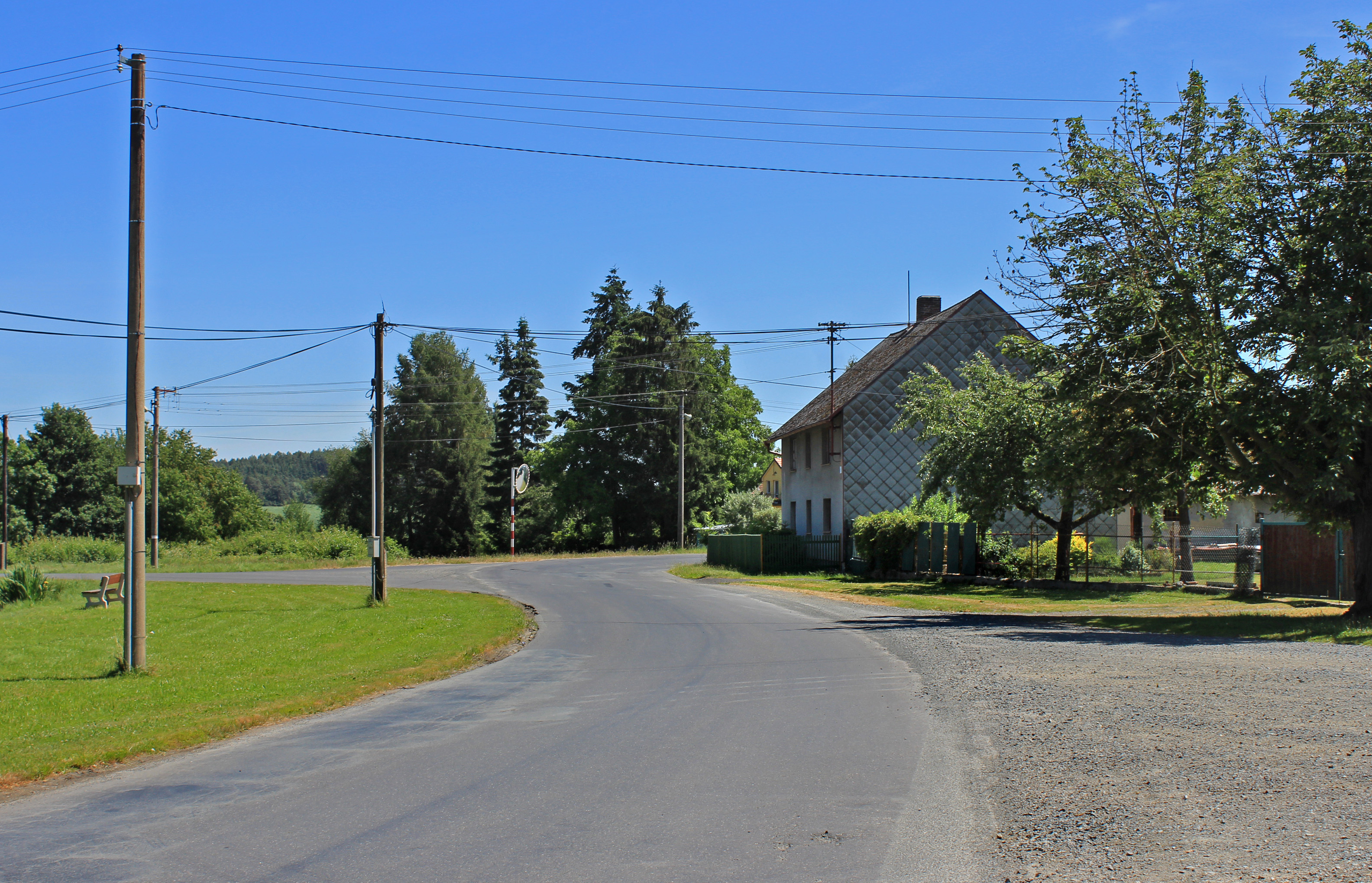
Jižní část vesnice
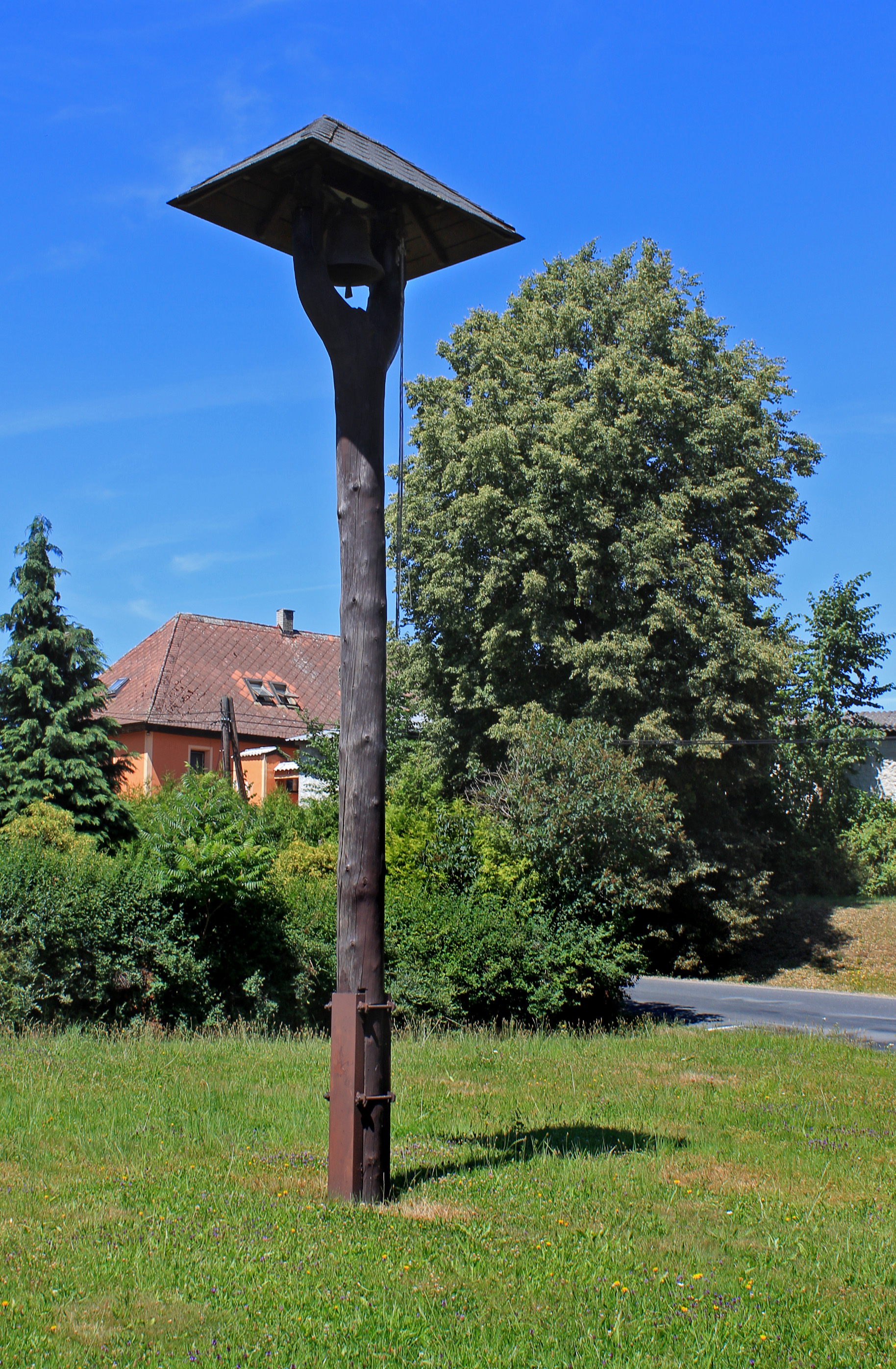
Zvonice na návsi